# 滦河沿站
滦河沿站是一个京通线上的铁路车站，位于河北省承德市滦平县金沟屯镇滦河沿村，建于1985年，目前为四等站，邮政编码为068252。目前客运：办理旅客乘降；行李、包裹托运；不办理货运营业。